# Ukrajinská sovětská socialistická republika
Ukrajinská sovětská socialistická republika (zkráceně Ukrajinská SSR, USSR; ukrajinsky Українська Радянська Соціалістична Республіка, rusky Украинская Советская Социалистическая Республика) zkráceně : УССР byla jednou z patnácti svazových republik Sovětského svazu. Vznikla 25. prosince 1917, do SSSR vstoupila 30. prosince 1922. V důsledku sovětsko-polské války přišla Ukrajina o západní část svého území, které připadlo Polsku. Po anexi východních částí Polska Sovětským svazem v roce 1939 získala Ukrajinská SSR svá západní území zpět. V letech 1944–1946 byla k USSR připojena Podkarpatská Rus, resp. Zakarpatská Ukrajina. Roku 1954 získala Ukrajinská SSR poloostrov Krym, který byl předtím ruský a který byl na základě vyhlášky a pak i zákona Nejvyššího sovětu SSSR přičleněn k Ukrajině. Od SSSR se Ukrajinská SSR odtrhla 24. srpna 1991 vyhlášením nezávislosti a získala samostatnost.
Stejně jako ostatní svazové republiky měla vlastní ústavu i symboliku a jako jedna z mála republik SSSR byla též zastoupena samostatně i v OSN (vlastní zastoupení měla ještě Běloruská SSR).

## Vznik

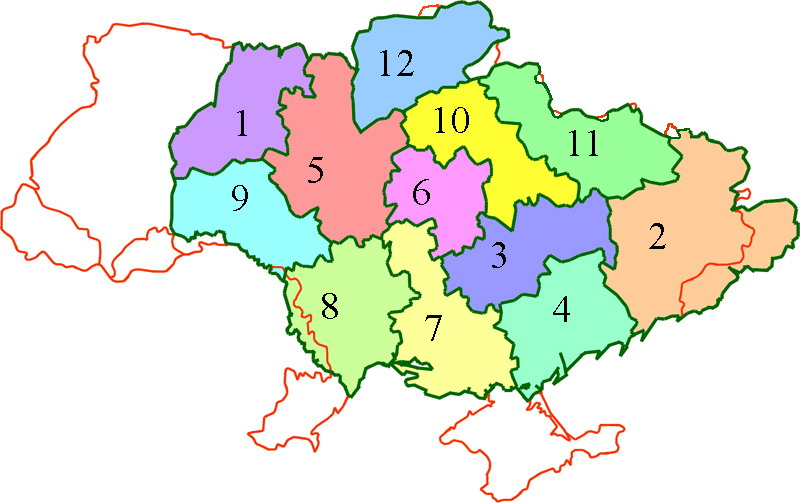
Správní členění Ukrajinské SSR roku 1921 a dnešní hranice Ukrajiny (červeně)

Ukrajinskou lidovou republiku ovládala Centrální Rada, která odmítala připojení k Rusku. V prosinci 1917 byl do Kyjeva svolán Všeukrajinský sjezd sovětů, na kterém se proruští bolševici snažili prosadit spolupráci s Ruskem. Byli však v menšině, tak se přesunuli do Charkova, kde ve dnech 24.–25. prosince 1917 uspořádaly další Všeukrajinský sjezd sovětů, na kterém ovšem zasedala jen proruská část bolševiků. Tento sjezd prohlásil Ukrajinu sovětskou republikou. Sjezd rozhodl o budoucím vytvoření federace s Ruskou sovětskou federativní socialistickou republikou (RSFSR). Poté bylo na ukrajinském území vyhlášeno několik sovětských i nesocialistických státních útvarů: Ukrajinská lidová republika sovětů, Doněcko-krivorožská sovětská republika, Oděská sovětská republika, Ukrajinská lidová republika a Západoukrajinská lidová republika. V březnu roku 1918 se všechny sovětské republiky sloučily do Ukrajinské sovětské republiky s hlavním městem v Charkově. Ta vstoupila do RSFSR, která se prohlásila federací sovětských národních republik. Ukrajinskou sovětskou republiku v dubnu 1918 obsadila německá vojska, čímž zanikla.
Po odchodu německých vojsk po skončení první světové války byla 10. března 1919 vyhlášena nezávislá Ukrajinská socialistická sovětská republika (USSR). Nový stát musel čelit polské invazi a proto podepsal v prosinci 1920 s RSFSR smlouvu o utvoření vojenské a hospodářské unie, podle které oba státy vytvořily pět společných lidových komisariátů (ministerstev). Během chaotické válečné doby v rámci USSR krátce existovaly autonomní Besarabská SSR (květen až září 1919) a Haličská SSR (červenec až září 1920). Boje byly ukončeny v březnu 1921 podepsáním Rižské mírové smlouvy, která stanovila definitivní hranici mezi Polskem a sovětskými republikami.

## Meziválečná doba
Dne 30. prosince 1922 podepsala Smlouvu o vytvoření SSSR, čímž se stala spolu s RSFSR, Běloruskou SSR a Zakavkazskou SFSR zakládajícím členem Sovětského svazu. Po zbytek dvacátých let následovalo období ukrajinizace. Rozvinulo se ukrajinské školství, vznikly ukrajinské univerzity a bylo podporováno ukrajinskojazyčné oficiální umění. Sovětské vedení razilo heslo "národní obsah sovětskou formou". Politika sovětské komunistické strany se však razantně změnila na konci dvacátých let, kdy byla Komunistická strana Ukrajiny obviněna z "nacionalistické úchylky". Následujícím čistkám padlo za oběť nejen mnoho ukrajinských politiků, ale i spisovatelů, intelektuálů a dalších předních osobností veřejného života. Katastrofická stalinská politika násilné kolektivizace spolu s velkými suchy a přednostním zásobováním průmyslových center vyvolala na Ukrajině v letech 1932–1933 masový hladomor, kterému padlo za oběť podle odhadů 2,6 až 3,5 milionů lidí. Během stalinského teroru ve 30. letech proběhla na Ukrajině industrializace spojená se vznikem nejvýznamnějších průmyslových center země.
Po podepsání Paktu Ribbentrop–Molotov došlo k rozsáhlým územním změnám. Sovětský svaz v září 1939 anektoval zpět východní část Polska, kde žila ukrajinská a běloruská většina. Toto území získalo Polsko během své války se SSSR v letech 1919 až 1921, známe jako Polsko-sovětská válka. K USSR byla připojena západní část Ukrajiny. V srpnu 1940 bylo Rumunsko nuceno pod hrozbou ultimáta vydat Sovětskému svazu Severní Bukovinu, Besarábii, které byly až na severní část Besarábie připojeny k sovětské Ukrajině. Z USSR se naopak vyčlenila většina území Moldavské ASSR (dnešní Podněstří), které bylo připojeno k nově utvořené Moldavské SSR.

Oběti hladomoru v Charkově
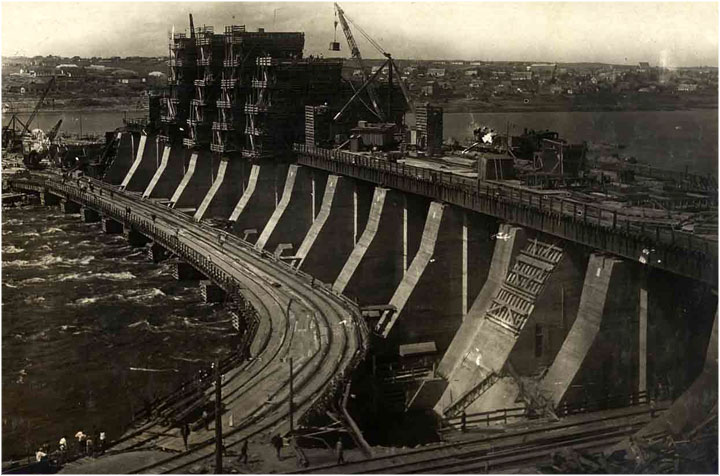
Výstavba Dněprogesu, 1934
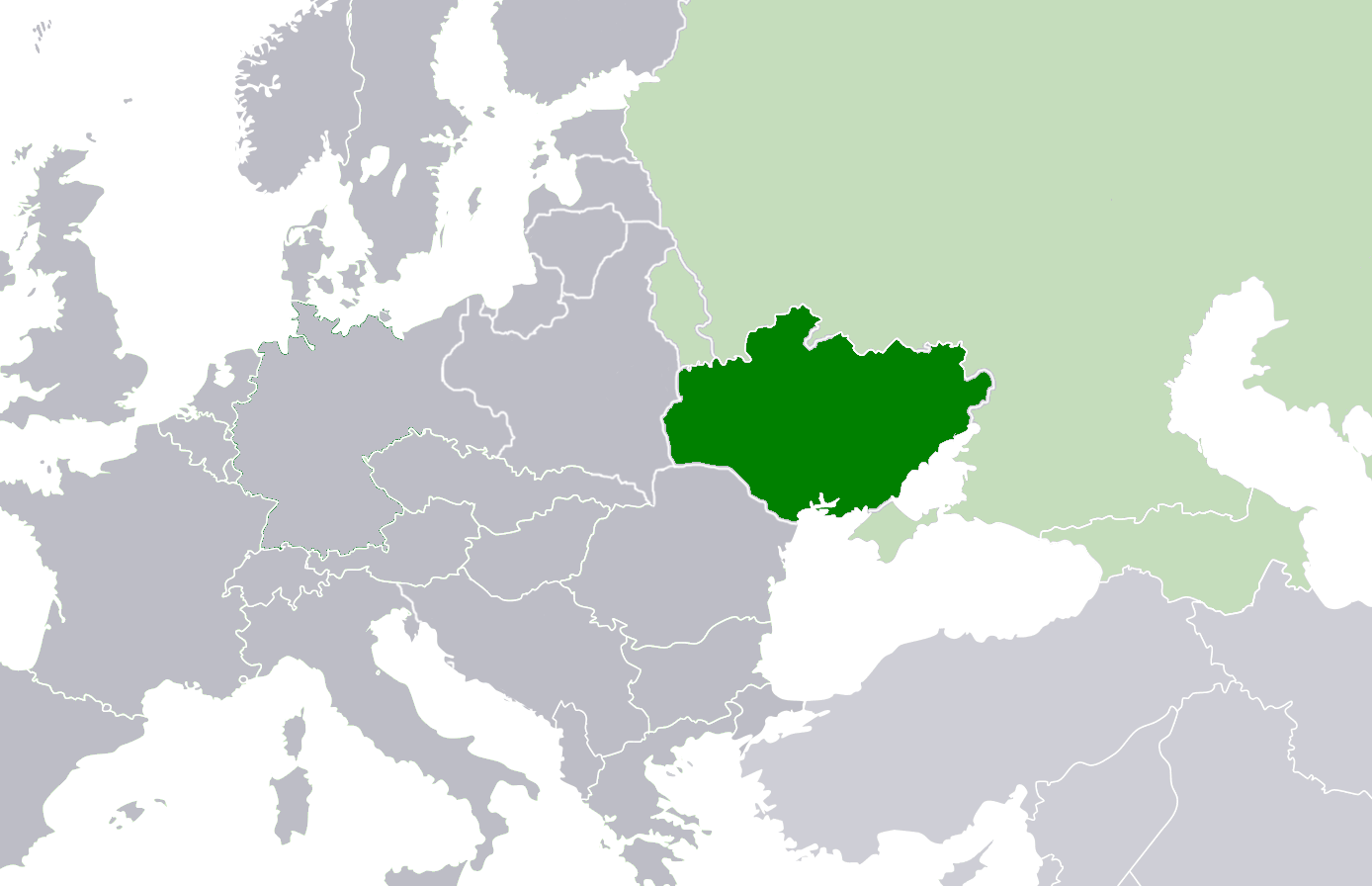
USSR na mapě Evropy (1922)

## Druhá světová válka

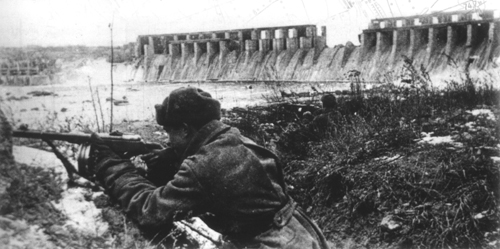
Boje v Záporoží

Po napadení Sovětského svazu nacistickým Německem 22. června 1941 území USSR postupně obsadila německá vojska. Na východě země se utvořilo silné partyzánské hnutí, v západní části měly silnou pozici ukrajinské nacionalistické kruhy, které viděly ve spolupráci s okupanty základ pro vznik samostatného státu. To však Adolf Hitler nezamýšlel a ukrajinské území bylo správně rozděleno na západní (Distrikt Halič v rámci Generálního gouvernementu) a východní část (Říšský komisariát Ukrajina). Na Ukrajině byl zaveden tvrdý okupační režim. Systematicky bylo vyvražďováno židovské obyvatelstvo a bolševičtí funkcionáři. Druhá světová válka způsobila zemi nesmírné škody. Rudá armáda získala nad územím USSR znovu kontrolu v letech 1943 a 1944.

## Poválečná doba

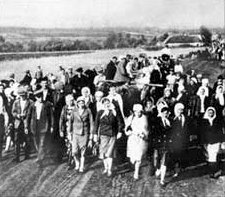
Deportace ukrajinských civilistů na práci do říše

Po konci války byla k USSR připojena jako Zakarpatská oblast do té doby oficiálně československá Podkarpatská Rus. USSR se stala zakládajícím členem OSN a také zde získala samostatné zastoupení, které z ostatních svazových republik měla pouze Běloruská SSR. V letech 1946–1947 postihl Ukrajinu hladomor, který ale nedosáhl takového rozsahu jako hladomor ve 30. letech. V letech 1948–1950 proběhla v západní části země kolektivizace. Až do padesátých let na západě země působily partyzánské oddíly Ukrajinské povstalecké armády bojující proti sovětské vládě. 19. února 1954 při příležitostí třístého výročí Perejaslavské rady – příklonu Ukrajiny k Ruské říši – byl z iniciativy N. S. Chruščova připojen k USSR Krym. Důvodem byly blízké ekonomické vztahy Krymské oblasti s Ukrajinskou SSR. V padesátých letech bylo pokračováno v předválečné politice rusifikace Ukrajiny, která se zmírnila během období tání v šedesátých letech. Trend se poté prudce změnil roku 1972, kdy byla uzavřena většina ukrajinských škol a zároveň bylo zatčeno několik desítek předních představitelů ukrajinské inteligence. V šedesátých a sedmdesátých letech pokračovala silná industrializace a urbanizace, především ve východní části země, byla vybudována kaskáda přehrad na Dněpru. 26. dubna 1986 došlo k havárii v Černobylské jaderné elektrárně V. I. Lenina. Tato katastrofa způsobila silné zamoření oblasti na ukrajinsko-běloruském pomezí. Oblast v okruhu 30 kilometrů byla vysídlena.

## Disidentské hnutí
První disidentskou skupinou, která se výrazněji projevila byl Ukrajinský dělnický spolek, který požadoval vystoupení Ukrajiny ze SSSR. Roku 1961 byl zahájen ve Lvově proces se členy organizace. Soud vynesl tvrdé tresty, ačkoliv podle Ústavy SSSR měla každá svazová republika právo ze SSSR vystoupit. Roku 1976 vytvořila skupina intelektuálů Ukrajinský helsinský výbor, jenž požadoval dodržování lidských práv, ke kterým se Sovětský svaz zavázal podepsáním Závěrečného aktu Konference o bezpečnosti a spolupráci v Evropě. Skupina byla zlikvidována KGB před Olympijskými hrami v Moskvě roku 1980. Rozsáhlejší neformální politické a kulturní organizace začaly vznikat v období perestrojky na konci osmdesátých let, kdy bylo také rehabilitováno značné množství obětí stalinských čistek.

## Zánik

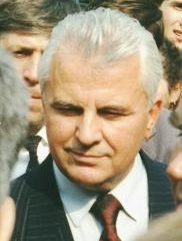
První prezident Ukrajiny Leonid Kravčuk

V březnu roku 1989 proběhly první svobodné volby do Nejvyššího sovětu USSR, jehož předsedou byl poté zvolen Leonid Kravčuk. Dne 16. července 1990 vydal Nejvyšší sovět Deklaraci o suverenitě USSR. V reakci na moskevský puč vyhlásil Nejvyšší sovět dne 24. srpna 1991 samostatný stát. 1. prosince téhož roku proběhlo referendum, ve kterém se 90,3 % voličů vyslovilo pro samostatnost (v Referendu o zachování SSSR, které proběhlo 17. března 1991, se 70,2 % Ukrajinců vyslovilo pro zachování svazu). Současně se konaly prezidentské volby, ve kterých byl zvolen prvním prezidentem Ukrajiny Leonid Kravčuk, jenž 8. prosince 1991 podepsal spolu se zástupci Běloruské SSR a Ruské SFSR Bělověžské dohody, jimiž oficiálně zanikl Svaz sovětských socialistických republik.